# Samuel Schelwig
Samuel Schelwig, född den 8 mars 1643 i Polnisch-Lissa (Schlesien), död den 18 januari 1715 i Danzig, var en tysk evangelisk-luthersk teolog.
Schelwig var verksam som professor i teologi, predikant och slutligen som rektor vid akademiska gymnasiet (Athenäum). Han var strängt ortodox, äregirig och stridslysten samt en förklarad fiende till pietismen. Hans mot densamma riktade anonyma flygskrift Itinerarium antipietisticum et cetera (1695) har den falska tryckorten Stockholm.